# Bestã
Bestã (em grego: Βεστάμ / Βεστάν; romaniz.: Bestám / Bestán; em persa médio: Besṭām) foi um nobre da família Ispabudã, tio materno do xá sassânida Cosroes II (r. 591–628). Ele ajudou Cosroes a retomar seu trono após a rebelião de Vararanes VI (r. 590–591), mas depois liderou uma revolta, que abrangeu o Oriente iraniano inteiro antes de ser suprimido.

## Nome
Bestã (Βεστάμ / Βεστάν, Bestám / Bestán) é a forma grega de um nome iraniano, com provável origem em Vistacma (*vistaxma), mas cuja atestação não ocorre no Avestá, nas inscrições em persa antigo aquemênida ou persa médio sassânida. Segundo Ferdinand Justi, o nome significa "detentor de um poder de longo alcance". Foi registrado em armênio como Vestã (Վ(ե)ստամ, V(ē)stam); quiçá de Vaistacma, *Vaistaxma) e em persa novo como Bestã (بستام, Besṭām) e Gostaã (Gostah(a)m). É provável que esteja relacionado ao nome Histecmas citado por Ésquilo.

## Biografia

### Início da vida
Bestã era filho de Sapor (Asparapete) e neto de Aspebedes (Baui). Pertencia a família Ispabudã, um dos sete clãs partas que formaram a elite da aristocracia do Império Sassânida. Sabe-se que teve um irmão chamado Bindoes e uma irmã de nome incerto que se casou com o xá Hormisda IV (r. 579–590) e foi a mãe do herdeiro dele, Cosroes II. No final do reinado de Hormisda, a família de Bestã sofreu, junto com os outros clãs aristocráticos, durante as perseguições lançadas pelo xá: Sapor foi assassinado, e ele sucedeu seu pai como aspabedes do Ocidente. Finalmente, tais perseguições levaram o general Barã Chobim (que intitulou-se Vararanes VI) a revolta em 590. Vararanes, cuja revolta rapidamente atraiu grande apoio, marchou sobre a capital, Ctesifonte.
Nesse tempo, na capital, Hormisda tentou marginalizar Bestã e seu irmão Bindoes, mas foi dissuadido, de acordo com Sebeos, por seu filho Cosroes II. Bindoes foi preso, mas Bestã aparentemente fugiu da corte; logo depois, contudo, os dois irmãos aparecem como os líderes de um golpe palaciano que depôs, cegou e matou Hormisda, elevando seu filho Cosroes ao trono. Incapaz de opor-se a marcha de Vararanes VI sobre Ctesifonte, Cosroes e os dois irmãos fugiram para o Azerbaijão. Bestã ficou para trás para reunir tropas, enquanto Bindoes escoltou Cosroes para o Império Bizantino. No começo de 591, Cosroes retornou com auxílio militar dos bizantinos e foi acompanhado por 12 000 cavaleiros armênios e oito mil tropas do Azerbaijão recrutadas por Bestã. Na batalha do Blaratão, o exército de Vararanes VI sofreu uma derrota decisiva, e Cosroes II reclamou Ctesifonte e seu trono.

### Últimos anos e rebelião

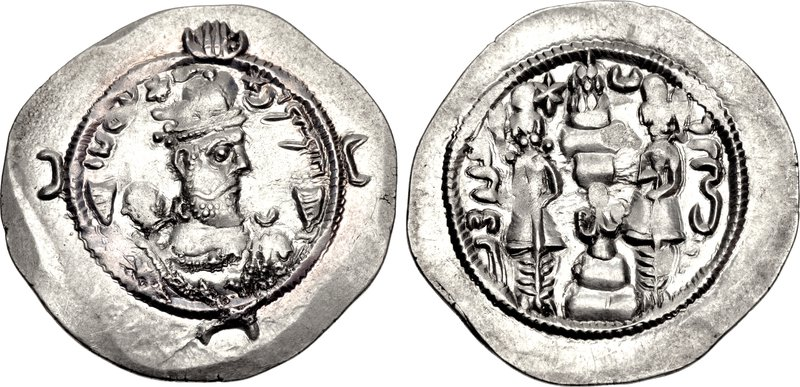
Dracma de Vararanes VI r.

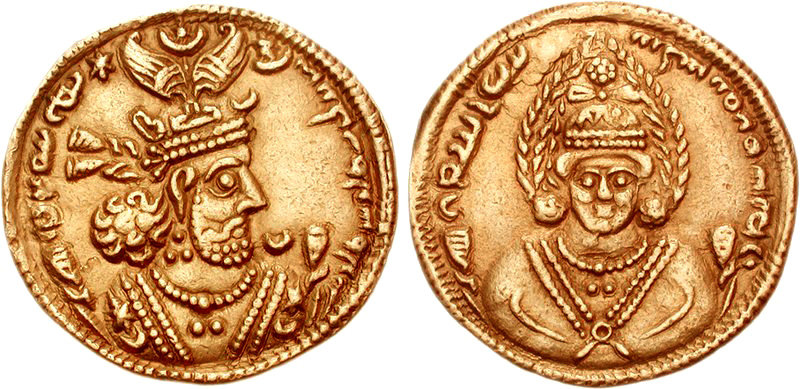
Dinar de ouro de Cosroes II r.

Após sua vitória, Cosroes II recompensou seus tios com altas posições: Bindoes tornou-se tesoureiro e primeiro ministro e Bestã recebeu o posto de aspabedes do Oriente, englobando Tabaristão e Coração. Logo, contudo, Cosroes mudou suas intenções: tentando dissociar-se de seu pai assassinado, o xá decidiu executá-los. Bindoes foi logo condenado à morte e de acordo com uma fonte siríaca capturado enquanto tentava fugir para junto de seu irmão no Oriente. Ao saber do assassinato de seu irmão, Bestã ergue-se em revolta aberta. De acordo com Abu Hanifa de Dinavar, Bestã enviou uma carta para Cosroes anunciando sua pretensão ao trono através de sua herança parta (arsácida):
| “ | Você não é mais digno de governar do que eu. Na verdade, eu sou mais merecedor por conta da minha descendência de Dário, filho de Dário, que lutou com Alexandre. Vocês sassânidas enganosamente ganharam superioridade sobre nós [os arsácidas] e usurparam nosso direito, e nos trataram com injustiça. Seu ancestral Sasano foi nada mais que um pastor. | ” |

A revolta de Bestã, como a de Vararanes VI, encontrou apoio e espalhou-se rapidamente. Magnatas locais bem como os restos dos exércitos de Vararanes VI reuniram-se com ele, especialmente após casar-se com Gordia, a irmã de Vararanes. Bestã repeliu vários esforços dos leais a Cosroes de dominá-lo, e ele logo dominou todo o quadrante Oriental e norte do Império Sassânida, um domínio que se estendeu do rio Oxo à região de Ardabil, no Ocidente. Ele até fez campanha no Oriente, onde subjugou dois príncipes heftalitas da Transoxiana, Xaugue e Pariouque. A data da revolta de Bestã é incerta. De suas moedas sabe-se que sua rebelião durou por sete anos. As datas comumente aceitas são ca. 590–596, mas alguns estudiosos como J.D. Howard–Johnston e P. Pourshariati empurram o evento para mais tarde, em 594/5, para coincidir com a rebelião armênia da família Vanúnio.
Como Bestã começou a ameaçar a Média, Cosroes enviou vários exércitos contra seu tio, mas não conseguiu alcançar um resultado decisivo: Bestã e seus seguidores retiraram-se para a região montanhosa de Guilão, enquanto vários contingentes armênios do exército real rebelaram-se e desertaram para Bestã. Finalmente, Cosroes convocou os serviços do armênio Simbácio Bagratúnio, que enfrentou Bestã próximo de Cumis. Durante a batalha, Bestã foi assassinado por Pariouque, incitado seja por Cosroes, seja por sua esposa Gordia. No entanto, as tropas de Bestã conseguiram repelir o exército real em Cumis, e foi necessário outra expedição de Simbácio no ano seguinte para finalmente debelar a rebelião.

## Legado
A cidade de Bastã, no Irã, pode ter seu nome derivado de Bestã, bem como o sítio monumental de Taque e Bostã. Apesar da rebelião e morte de Bestã, o poder da família Ispabudã era grande demais para ser quebrado. De fato, um dos filhos de Bindoes foi instrumental no julgamento de Cosroes II após sua deposição em 628, e dois dos filhos de Bestã, Vinduia e Tiruia, junto com o primo deles Narsi, foram comandantes do exército persa que confrontou os árabes muçulmanos em 634.